# USS Benfold (DDG-65)
El USS Benfold (DDG-65) es el 15.º destructor de la clase Arleigh Burke de la US Navy. El destructor fue bautizado USS Benfold, en honor al marine Edward C. Benfold (1931-1952), muerto en acción en la guerra de Corea.

## Construcción
Fue construido por el Ingalls Shipbuilding (Pascagoula, Misisipi, EE. UU.). Fue colocada su quilla en 1993; fue botado su casco en 1994; y fue asignado en 1996.

## Historial de servicio

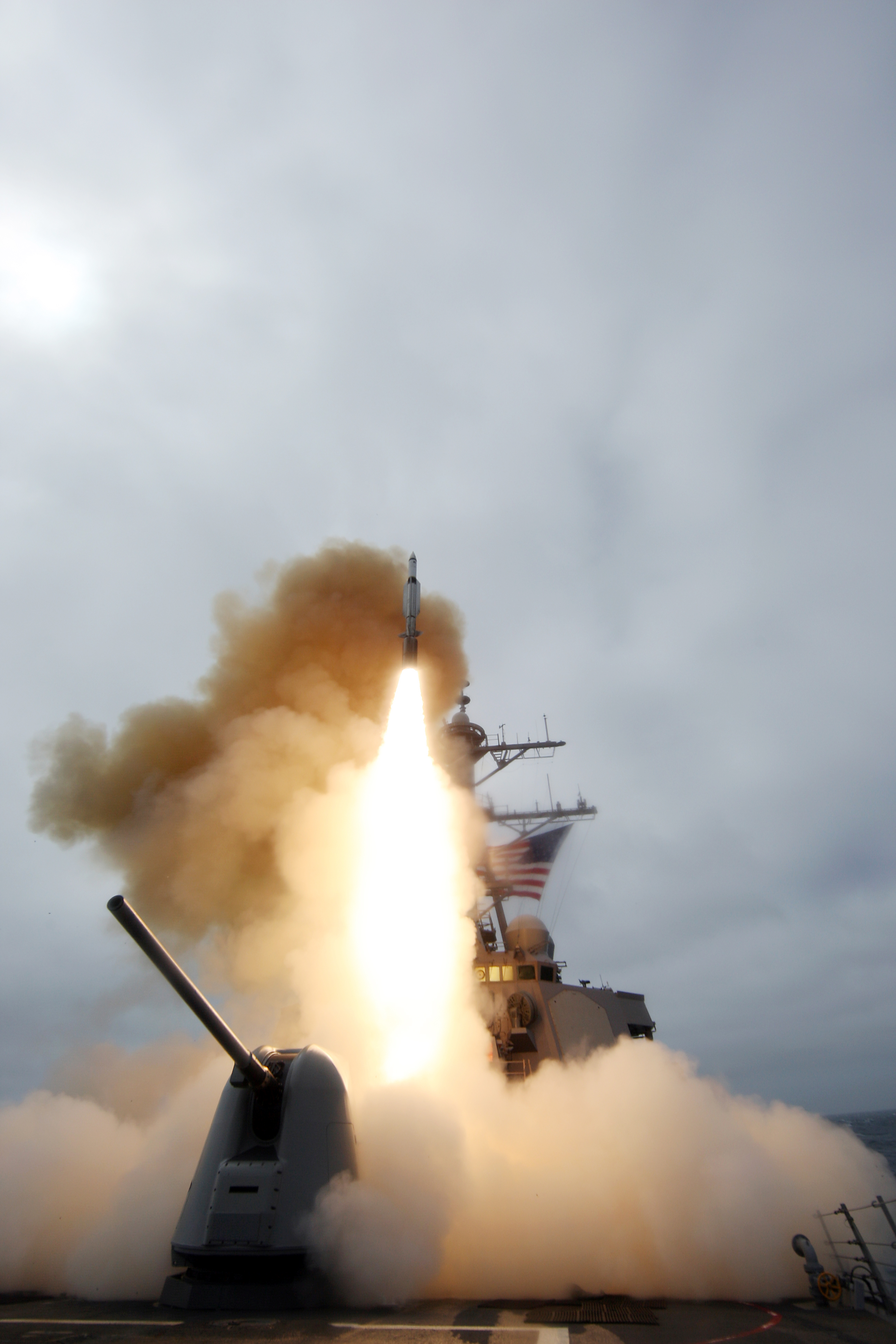
El USS Benfold (DDG-65) disparando un misil en el año 2009.

El USS Benfold fue incorporado el 30 de marzo de 1996 en la base naval de San Diego (CA). El buque participó de la Operación Noble Eagle en septiembre de 2001.